# 柏林 (伊利諾伊州)
柏林（英語：Berlin）是位於美國伊利諾伊州桑加蒙縣的一個村落。

## 地理
柏林的座標為39°45′25″N 89°54′12″W / 39.75694°N 89.90333°W，而該地最高點為海拔高度194米（即636英尺）。

## 人口
根據2010年美國人口普查的數據，柏林的面積為2.59平方千米，當中陸地面積為2.59平方千米，而水域面積為0.00平方千米。當地共有人口180人，而人口密度為每平方千米69人。